# 3's 컴퍼니
3's 컴퍼니(영어: 3's Company)는 미국 3on3리그인 BIG3 소속 농구 팀이다.